# Bořetice (Distrito de Břeclav)
Bořetice é uma comuna checa localizada na região de Morávia do Sul, distrito de Břeclav‎.